# Staviského aféra
Takzvaná Staviského aféra je korupční aféra, která se odehrála v 30. letech dvacátého století ve Francii a která vedla k destabilizaci vlády Camille Chautempse. Nazývá se podle podvodníka Alexandra Staviského.

## Alexandre Stavisky
Alexandre Stavisky, celým jménem Serge Alexandre Stavisky, přezdívaný „Krásný Saša“, se narodil do židovské rodiny 20. listopadu 1886 na Ukrajině. Společně s rodiči emigroval do Francie. Vystřídal za svůj život mnoho povolání, od číšníka v kavárně, dělníka v továrně na polévky, přes manažera nočního klubu a provozovatele herny až po obchodníka s cennými papíry a dluhopisy, finančníka. V roce 1927 byl poprvé obviněn z podvodu, ale proces byl stále odkládán, až se nakonec neuskutečnil. Svou kariéru ve finančních kruzích opíral o mnohé známosti s umělci, spisovateli, státními úředníky, prefekty, ministry a dalšími vlivnými osobami. Byl vlivnou osobou francouzské společnosti, oženil se s francouzskou modelkou, navštěvoval vybrané salóny, měl oblíbeného dostihového koně a oblékal se v duchu poslední módy. Začátkem ledna roku 1934 byl nalezen francouzskou policií umírající se střelnou ranou v hlavě na chatě v Chamonix, kde dle oficiální verze spáchal sebevraždu.

## Aféra
Staviského aféra, pojmenovaná po francouzském podvodníkovi ukrajinského původu, je korupčním skandálem 30. let dvacátého století. Skandál vyšel najevo v prosinci roku 1933, kdy se ukázaly úvěrové dluhopisy organizace v Bayonne, založené Staviského finančníky, jako bezcenné. V době vypuknutí případu byly na policejních stanicích spáleny desítky spisů proti Staviskému. Stavivského podvody s bezcennými dluhopisy se pohybovaly v částkách stovek milionů a celý korupční skandál zahrnoval mnoho významných osob společnosti, přes politiky až po příslušníky státní správy. Po nalezení zastřeleného Staviského policie uvedla, že šlo o sebevraždu, avšak další z teorií je, že byl zabit, aby se zabránilo odhalení spolupráce politiků při peněžních podvodech.  Odhalení skandálu a pravděpodobné korupce v řadách ministrů a členů legislativy vedlo k mnoha demonstracím, které vyvrcholily 6. února roku 1934, kdy bylo přímo před poslaneckou sněmovnou zabito 15 lidí. Vzniklá situace vedla k odstoupení dvou po sobě jdoucích premiérů (Camille Chautemps, Édouard Daladier) ze stejné levicové strany a pádu vlády. Situace se uklidnila až vytvořením koaličního kabinetu v čele s bývalým prezidentem Gastonem Doumerguem v únoru roku 1934.

## Důsledky
Alexandre Stavisky, finanční podvodník, se ze dna vypracoval do špičky francouzské společnosti a chvíli vedl velice spokojený život. Staviského pád, spojený s odhalením finančních podvodů s bezcennými dluhopisy a velkým korupčním skandálem, otřásl nejen ekonomikou francouzské třetí republiky, ale i celou francouzskou společností. Proces s osobami spojenými se Staviským začal v roce 1935, avšak všichni obvinění byli osvobozeni v dalším roce. Nicméně aféra zanechala zemi rozdělenou a nedůvěřivou k vlastní vládě.

## Staviského aféra v kultuře
Život Alexandra Sergeje Staviského, spojený se Staviského aférou, ovlivnil nejen francouzskou, ale takřka celou západoevropskou společnost natolik, že inspiroval řadu umělců a poskytl jim námět pro jejich díla.
Režisér Alain Resnais se nechal Staviského životem inspirovat pro natočení úspěšného francouzského životopisného filmu Stavisky, kde hlavní roli ztvárnil Jean-Paul Belmondo. Film měl premiéru 15. května 1974.
Staviského život byl ztvárněn i na půdě českého literárního světa, a to v díle „Proti všemu, co je zbahnilé!” od spisovatelů, dramatiků, hudebníků a herců Jiřího Voskovce a Jana Wericha.